# Abakavir
Abakavir (ibl. ABC eller Abacavir) är ett läkemedel som används för att förebygga och behandla HIV/AIDS. Som andra nukleosidära revers-transkriptas-inhibitorer (NRTIs), används Abacavir alltid tillsammans med andra HIV-läkemedel, och rekommenderas inte som singelbehanlding. Abacavir tas via munnen som tablett eller lösning och kan användas till barn från 3 månaders ålder.
Abakavir tolereras i allmänhet väl. Vanliga biverkningar är kräkningar, sömnsvårigheter, feber och trötthet. Mer allvarliga biverkningar är överkänslighet mot läkemedlet, leverskada, och laktacidos. Gendiagnostik kan på förhand visa om en person har högre risk att utveckla överkänslighet. Symtom på överkänslighet är bland annat hudutslag, kräkningar, och andnöd. Abakavir är i NRTI klassen av läkemedel, som verkar genom att blockera reverst transkriptas, ett enzym som behövs för att HIV-viruset skall replikeras. Inom NRTI klassen tillhör abakavir gruppen carbocykliska nukleosider.
Abakavir patenterades 1988 och godkändes för användning i USA år 1998. Läkemedlet är med på Världshälsoorganisationens lista över essentiella läkemedel; de viktigaste medicinerna som behövs för grundläggande hälso-sjukvård. Abakavir finns som generiskt läkemedel. Bruttokostnaden i utvecklingsländer var år 2014 mellan 0,36 och 0.83 EUR per dag. År 2015 var kostnaden för en typisk månads läkemedelsbehandling i USA över 200 USD. Vanligtvis förekommer abakavir tillsammans med andra HIV-läkemedel i kombinationstabelleter, såsom abakavir/lamivudin/zidovudin, abakavir/dolutegravir/lamivudin och abakavir/lamivudin.